# 朱玲 (排球运动员)
朱玲（1957年7月10日—），山东莱芜人，中国女子排球运动员，前中国女排副攻，现任四川省体育局局长。
朱于1970年开始在重庆接受排球训练，1975年进入四川省队，1979年进入国家队。朱随队先后获得了1981年世界杯和1984年洛杉矶奥运会冠军。退役后，朱进入四川大学中文系学习，毕业后进入四川省体育局工作，2004年晋升为四川省体育局局长。

## 個人三大賽榮譽
| 年份   | 世界大賽（主辦國）             |
| ------ | ------------------------------ |
| 1981年 | 第3屆世界盃女排賽冠軍（ 日本） |
| 1984年 | 洛杉磯奧運會冠軍（ 美国）      |